# 권성기
권성기(權聖基, 1908년 8월 24일~1993년 12월 30일)는 대한민국의 정치인이다. 이승만 정부 당시 제3대 해무청장을 지냈으며 제12대 농림부차관을 지냈다. 제8·9대 국회의원이다.

## 학력
- 경기고등학교 졸업
- 경성제국대학 법과 졸업

## 경력
- 경상남도내무국장
- 총무처차장
- 대한주택영단이사장
- 농림부차관
- 해무청장
- 한국원양어업협회장
- 민주공화당경북제24지구당위원장
- 민주공화당당기위원장

## 역대 선거 결과
|  | 22.72% |

|  | 62.08% |

|  | 27.18% |